# Triathlonweltmeisterschaft
Die ersten offiziellen Triathlonweltmeisterschaften fanden 1989 in Avignon Frankreich über die olympische Distanz statt. Ab 1994 wurden von der International Triathlon Union (ITU) organisierte Weltmeisterschaften auch über die Langdistanz ausgetragen, olympisch wurde Triathlon ab 2000. Seit 2009 werden jährlich Weltmeister im Mixed Relay geehrt, 2010 bis 2012 sowie 2015 gab es auch Wettkämpfe auf der Sprintdistanz.

## Weltmeisterschaften

### Herren Sprintdistanz
| Jahr | Austragungsort | Gold                  | Silber                      | Bronze            |
| ---- | -------------- | --------------------- | --------------------------- | ----------------- |
| 2012 | Stockholm      | Jonathan Brownlee -3- | Francisco Javier Gómez Noya | Vincent Luis      |
| 2011 | Lausanne       | Jonathan Brownlee -2- | Francisco Javier Gómez Noya | Alistair Brownlee |
| 2010 | Lausanne       | Jonathan Brownlee     | Tim Don                     | David Hauss       |

### Damen Sprintdistanz
| Jahr | Austragungsort | Gold                 | Silber         | Bronze               |
| ---- | -------------- | -------------------- | -------------- | -------------------- |
| 2012 | Stockholm      | Lisa Nordén -2-      | Maaike Caelers | Bárbara Riveros Díaz |
| 2011 | Lausanne       | Bárbara Riveros Díaz | Emma Jackson   | Andrea Hewitt        |
| 2010 | Lausanne       | Lisa Nordén          | Emma Moffatt   | Daniela Ryf          |

### Herren Sprintdistanz Team
| Jahr | Austragungsort | Gold                                                         | Silber                                             | Bronze                                                 |
| ---- | -------------- | ------------------------------------------------------------ | -------------------------------------------------- | ------------------------------------------------------ |
| 2007 | Tiszaujvaros   | Alexander Brjuchankow, Dmitri Poljanski, Vladimir Turbaebsky | Claude Eksteen, Helge Mütschard Christian Prochnow | Francesc Godoy, Javier Gómez, Jose Tovar               |
| 2006 | Cancún         | Brian Fleischmann, Matthew Reed, Andy Potts                  | Jan Frodeno, Daniel Unger, Maik Petzold            | Kyle Jones, Colin Jenkins, Paul Tichelaar              |
| 2003 | Tiszaujvaros   | Simon Thompson, Richie Cunningham, Brad Kahlefeldt           | Clemente Alonso, Jose Merchan, Iván Raña           | Vladimir Turbayevskiy, Andriy Glushchenko, Maxim Kriat |
| 1992 | Huntsville     | Paul Amey, Cameron Brown, Bryan Rhodes                       |                                                    |                                                        |

### Damen Sprintdistanz Team
| Jahr | Austragungsort | Gold                                               | Silber                                              | Bronze                                           |
| ---- | -------------- | -------------------------------------------------- | --------------------------------------------------- | ------------------------------------------------ |
| 2007 | Tiszaujvaros   | Irina Abyssowa, Elena Matveeva, Anastasia Yatsenko | Inna Zyhanok, Julija Jelistratowa, Olesya Prystayko | Daniela Chmet, Charlotte Bonin, Nadia Cortassa   |
| 2006 | Cancún         | Daniela Chmet, Beatrice Lanza, Nadia Cortassa      | Sarah Groff, Mary Beth Ellis, Michelle Lindsay      | Ana Burgos, Zurine Rodriguez, Ainhoa Murúa       |
| 2003 | Tiszaujvaros   | Nikki Butterfield, Mirinda Carfrae, Pip Taylor     | Ainhoa Murúa, Pilar Hidalgo, Ana Burgos             | Beatrice Lanza, Silvia Gemignani, Nadia Cortassa |

### Mixed Relay
| Jahr | Austragungsort | Gold                                                                  | Silber                                                                 | Bronze                                                                        |
| ---- | -------------- | --------------------------------------------------------------------- | ---------------------------------------------------------------------- | ----------------------------------------------------------------------------- |
| 2020 | Hamburg        | Lisa Berger, Dorian Coninx, Cassandre Beaugrand, Léonie Périault      | Morgan Pearson, Katie Zaferes, Kevin McDowell, Taylor Spivey           | Alex Yee, Jessica Learmonth, Barclay Izzard, Georgia Taylor-Brown             |
| 2019 | Hamburg        | Léo Bergère, Vincent Luis, Cassandre Beaugrand, Emilie Morier         | Justus Nieschlag, Nina Eim, Valentin Wernz, Laura Lindemann            | Jacob Birthwhistle, Emma Jeffcoat, Aaron Royle, Natalie Van Coevorden         |
| 2018 | Hamburg        | Léonie Périault, Dorian Coninx, Cassandre Beaugrand, Vincent Luis     | Natalie Van Coevorden, Aaron Royle, Ashleigh Gentle, Jacob Birtwhistle | Kirsten Kasper, Ben Kanute, Katie Zaferes, Kevin McDowell                     |
| 2017 | Hamburg        | Charlotte McShane, Matthew Hauser, Ashleigh Gentle, Jacob Birtwhistle | Kirsten Kasper, Ben Kanute, Katie Zaferes, Matthew McElroy             | Maaike Caelers, Marco van der Stel, Rachel Klamer, Jorik van Egdom            |
| 2016 | Hamburg        | Gwen Jorgensen, Ben Kanute, Kirsten Kasper, Joe Maloy                 | Charlotte McShane, Jacob Birtwhistle, Emma Jackson, Ryan Bailie        | Laura Lindemann, Jonathan Zipf, Hanna Philippin, Gregor Buchholz              |
| 2015 | Hamburg        | Jeanne Lehair, Dorian Coninx, Audrey Merle, Vincent Luis              | Gillian Backhouse, Aaron Royle, Emma Jackson, Ryan Bailie              | Vicky Holland, Gordon Benson, Non Stanford, Mark Buckingham                   |
| 2014 | Hamburg        | Lucy Hall, Vicky Holland, Jonathan Brownlee, Alistair Brownlee        | Cassandre Beaugrand, Dorian Coninx, Audrey Merle, Vincent Luis         | Zsófia Kovács, Tamas Toth, Margit Vanek, Ákos Vanek                           |
| 2013 | Hamburg        | Anja Knapp, Jan Frodeno, Anne Haug, Franz Löschke                     | Andrea Hewitt, Tony Dodds, Kate Mcilroy, Ryan Sissons                  | Sarah True, Ben Kanute, Gwen Jorgensen, Cameron Dye                           |
| 2012 | Stockholm      | Vicky Holland, William Clarke, Non Stanford, Jonathan Brownlee        | Jessica Harrison, Tony Moulai, Carole Péon, Vincent Luis               | Irina Abysova, Dmitri Poljanski, Alexandra Rasarjonowa, Alexander Brjuchankow |
| 2011 | Lausanne       | Jodie Stimpson, Helen Jenkins, Jonathan Brownlee, Alistair Brownlee   | Nicola Spirig, Melanie Annaheim, Sven Riederer, Ruedi Wild             | Rebecca Robisch, Anja Dittmer, Steffen Justus, Maik Petzold                   |
| 2010 | Lausanne       | Nicola Spirig, Daniela Ryf, Ruedi Wild, Sven Riederer                 | Jessica Harrison, Carole Péon, David Hauss, Frédéric Belaubre          | Nicky Samuels, Kate McIlroy, Tony Dodds, Ryan Sissons                         |
| 2009 | Des Moines     | Magali Di Marco Messmer, Daniela Ryf, Ruedi Wild, Lukas Salvisberg    | Emma Moffatt, Emma Snowsill, Courtney Atkinson, Brad Kahlefeldt        | Kathy Tremblay, Lauren Groves, Brent McMahon, Simon Whitfield                 |

### Herren olympische Distanz
| Jahr | Austragungsort | Gold                  | Silber               | Bronze               |
| ---- | -------------- | --------------------- | -------------------- | -------------------- |
| 2020 | Hamburg        | Vincent Luis -2-      | Vasco Vilaça         | Léo Bergère          |
| 2019 | Lausanne       | Vincent Luis          | Mario Mola           | Javier Gómez Noya    |
| 2018 | Gold Coast     | Mario Mola -3-        | Vincent Luis         | Jacob Birtwhistle    |
| 2017 | Rotterdam      | Mario Mola -2-        | Javier Gómez Noya    | Kristian Blummenfelt |
| 2016 | Cozumel        | Mario Mola            | Jonathan Brownlee    | Fernando Alarza      |
| 2015 | Chicago        | Javier Gómez Noya -5- | Mario Mola           | Vincent Luis         |
| 2014 | Edmonton       | Javier Gómez Noya -4- | Mario Mola           | Jonathan Brownlee    |
| 2013 | London         | Javier Gómez Noya -3- | Jonathan Brownlee    | Mario Mola           |
| 2012 | Auckland       | Jonathan Brownlee     | Javier Gómez Noya    | Dmitri Polyanski     |
| 2011 | Peking         | Alistair Brownlee -2- | Jonathan Brownlee    | Javier Gómez Noya    |
| 2010 | Budapest       | Javier Gómez Noya -2- | Steffen Justus       | Brad Kahlefeldt      |
| 2009 | Gold Coast     | Alistair Brownlee     | Javier Gómez Noya    | Maik Petzold         |
| 2008 | Vancouver      | Javier Gómez Noya     | Bevan Docherty       | Reto Hug             |
| 2007 | Hamburg        | Daniel Unger          | Javier Gómez Noya    | Brad Kahlefeldt      |
| 2006 | Lausanne       | Tim Don               | Hamish Carter        | Frédéric Belaubre    |
| 2005 | Gamagori       | Peter Robertson -3-   | Reto Hug             | Brad Kahlefeldt      |
| 2004 | Funchal        | Bevan Docherty        | Iván Raña            | Dmitri Gaag          |
| 2003 | Queenstown     | Peter Robertson -2-   | Iván Raña            | Olivier Marceau      |
| 2002 | Cancún         | Iván Raña             | Peter Robertson      | Andrew Johns         |
| 2001 | Edmonton       | Peter Robertson       | Chris Hill           | Craig Watson         |
| 2000 | Perth          | Olivier Marceau       | Peter Robertson      | Craig Walton         |
| 1999 | Montreal       | Dmitri Gaag           | Simon Lessing        | Miles Stewart        |
| 1998 | Lausanne       | Simon Lessing -4-     | Paul Amey            | Miles Stewart        |
| 1997 | Perth          | Chris McCormack       | Hamish Carter        | Simon Lessing        |
| 1996 | Cleveland      | Simon Lessing -3-     | Luc van Lierde       | Leandro Macedo       |
| 1995 | Cancún         | Simon Lessing -2-     | Brad Bevan           | Ralf Eggert          |
| 1994 | Wellington     | Spencer Smith -2-     | Brad Bevan           | Ralf Eggert          |
| 1993 | Manchester     | Spencer Smith         | Simon Lessing        | Hamish Carter        |
| 1992 | Huntsville     | Simon Lessing         | Rainer Müller-Hörner | Rob Barel            |
| 1991 | Gold Coast     | Miles Stewart         | Rick Wells           | Mike Pigg            |
| 1990 | Orlando        | Greg Welch            | Brad Bevan           | Stephen Foster       |
| 1989 | Avignon        | Mark Allen            | Glenn Cook           | Richard Wells        |

### Damen olympische Distanz
| Jahr | Austragungsort | Gold                 | Silber            | Bronze               |
| ---- | -------------- | -------------------- | ----------------- | -------------------- |
| 2020 | Hamburg        | Georgia Taylor-Brown | Flora Duffy       | Laura Lindemann      |
| 2019 |                | Katie Zaferes        | Jessica Learmonth | Georgia Taylor-Brown |
| 2018 | Gold Coast     | Vicky Holland        | Katie Zaferes     | Georgia Taylor-Brown |
| 2017 | Rotterdam      | Flora Duffy -2-      | Ashleigh Gentle   | Katie Zaferes        |
| 2016 | Cozumel        | Flora Duffy          | Gwen Jorgensen    | Ai Ueda              |
| 2015 | Chicago        | Gwen Jorgensen -2-   | Andrea Hewitt     | Sarah True           |
| 2014 | Edmonton       | Gwen Jorgensen       | Sarah Groff       | Andrea Hewitt        |
| 2013 | London         | Non Stanford         | Jodie Stimpson    | Anne Haug            |
| 2012 | Auckland       | Lisa Nordén          | Anne Haug         | Andrea Hewitt        |
| 2011 | Peking         | Helen Jenkins        | Andrea Hewitt     | Sarah Groff          |
| 2010 | Budapest       | Emma Moffatt -2-     | Nicola Spirig     | Lisa Nordén          |
| 2009 | Gold Coast     | Emma Moffatt         | Lisa Nordén       | Andrea Hewitt        |
| 2008 | Vancouver      | Helen Tucker         | Sarah Haskins     | Samantha Warriner    |
| 2007 | Hamburg        | Vanessa Fernandes    | Emma Snowsill     | Laura Bennett        |
| 2006 | Lausanne       | Emma Snowsill -3-    | Vanessa Fernandes | Felicity Abram       |
| 2005 | Gamagori       | Emma Snowsill -2-    | Annabel Luxford   | Laura Bennett        |
| 2004 | Funchal        | Sheila Taormina      | Loretta Harrop    | Laura Reback         |
| 2003 | Queenstown     | Emma Snowsill        | Laura Reback      | Michellie Jones      |
| 2002 | Cancún         | Leanda Cave          | Barbara Lindquist | Michelle Dillon      |
| 2001 | Edmonton       | Siri Lindley         | Michellie Jones   | Joanna Zeiger        |
| 2000 | Perth          | Nicole Hackett       | Carol Montgomery  | Michellie Jones      |
| 1999 | Montreal       | Loretta Harrop       | Jackie Gallagher  | Emma Carney          |
| 1998 | Lausanne       | Joanne King          | Michellie Jones   | Evelyn Williamson    |
| 1997 | Perth          | Emma Carney          | Jackie Gallagher  | Michellie Jones      |
| 1996 | Cleveland      | Jackie Gallagher     | Emma Carney       | Carol Montgomery     |
| 1995 | Cancún         | Karen Smyers         | Jackie Gallagher  | Joy Leutner          |
| 1994 | Wellington     | Emma Carney          | Anette Pedersen   | Sarah Harrow         |
| 1993 | Manchester     | Michellie Jones      | Karen Smyers      | Joanne Ritchie       |
| 1992 | Huntsville     | Michellie Jones      | Joanne Ritchie    | Melissa Mantak       |
| 1991 | Gold Coast     | Joanne Ritchie       | Terri Smith-Ross  | Michellie Jones      |
| 1990 | Orlando        | Karen Smyers         | Carol Montgomery  | Joy Hansen           |
| 1989 | Avignon        | Erin Baker           | Jan Ripple        | Laurie Samuelson     |

### Mixed Relay olympische Distanz
| Jahr | Austragungsort | Gold                                                        | Silber                                                                 | Bronze                                                    |
| ---- | -------------- | ----------------------------------------------------------- | ---------------------------------------------------------------------- | --------------------------------------------------------- |
| 2018 | Golden Coast   | Matthew McElroy, Katie Zaferes, Eli Hemming, Kirsten Kasper | Natalie Van Coevorden, Aaron Royle, Ashleigh Gentle, Jacob Birtwhistle | Simon Viain, Mathilde Gautier, Vincent Luis, Sandra Dodet |

### U23 Herren olympische Distanz
| Jahr | Austragungsort | Gold                        | Silber               | Bronze               |
| ---- | -------------- | --------------------------- | -------------------- | -------------------- |
| 2002 | Cancún         | Brad Kahlefeldt             | Sven Riederer        | Stuart Hayes         |
| 2003 | Queenstown     | Francisco Javier Gómez Noya | Iván Raña            | Steffen Justus       |
| 2004 | Funchal        | Sebastian Dehmer            | Jan Frodeno          | Ruedi Wild           |
| 2005 | Gamagori       | Jarrod Shoemaker            | Danylo Sapunow       | Bertrand Boulch      |
| 2006 | Lausanne       | Will Clarke                 | Nathan Campbell      | Dan Wilson           |
| 2007 | Hamburg        | Gregor Buchholz             | Brendan Sexton       | Ivan Vasiliev        |
| 2008 | Vancouver      | Alistair Brownlee           | Gregor Buchholz      | Martin van Barneveld |
| 2009 | Gold Coast     | Franz Löschke               | James Seear          | João José Pereira    |
| 2010 | Budapest       | Jonathan Brownlee           | Ryan Sissons         | Franz Löschke        |
| 2011 | Peking         | Matthew Sharp               | David McNamee        | Thomas Bischop       |
| 2012 | Auckland       | Aaron Royle                 | Fernando Alarza      | Thomas Bischop       |
| 2013 | London         | Pierre le Corre             | Fernando Alarza      | Declan Wilson        |
| 2014 | Edmonton       | Dorian Coninx               | Marc Austin          | Gordon Benson        |
| 2015 | Chicago        | Jake Birtwhistle            | David Castro Fajardo | Nan Oliveras         |
| 2016 | Cozumel        | Jorik van Egdom             | Manoel Messias       | Bence Bicsak         |
| 2017 | Rotterdam      | Raphael Montoya             | Dorian Coninx        | Luke Williank        |
| 2018 | Gold Coast     | Tayler Reid                 | Samuel Dickinson     | Bence Bicsak         |
| 2019 | Lausanne       | Roberto Sánchez Mantecón    | Csongor Lehmann      | Ran Sagiv            |
| 2020 | keine          |                             |                      |                      |
| 2021 | Edmonton       | Csongor Lehmann             | Tim Hellwig          | Matthew Hauser       |
| 2022 | keine          |                             |                      |                      |
| 2023 | Pontevedra     | Simon Henseleit             | Baptiste Passemard   | Mitch Kolkman        |

### U23 Damen olympische Distanz
| Jahr | Austragungsort | Gold              | Silber                 | Bronze                  |
| ---- | -------------- | ----------------- | ---------------------- | ----------------------- |
| 2002 | Cancún         | Pilar Hidalgo     | Mirinda Carfrae        | Nicola Spirig           |
| 2003 | Queenstown     | Emma Snowsill     | Laura Bennett          | Michellie Jones         |
| 2004 | Funchal        | Annabel Luxford   | Vendula Frintová       | Maria del Socorro Joyce |
| 2005 | Gamagori       | Andrea Hewitt     | Vendula Frintová       | Nicola Spirig           |
| 2006 | Lausanne       | Erin Densham      | Emma Moffatt           | Nicky Samuels           |
| 2007 | Hamburg        | Lisa Nordén       | Jasmine Oeinck         | Renata Koch             |
| 2008 | Vancouver      | Daniela Ryf       | Jasmine Oeinck         | Mari Rabie              |
| 2009 | Gold Coast     | Hollie Avil       | Jodie Stimpson         | Paula Findlay           |
| 2010 | Budapest       | Emma Jackson      | Kirsten Sweetland      | Emmie Charayron         |
| 2011 | Peking         | Agnieszka Jerzyk  | Zsófia Kovács          | Rebecca Robisch         |
| 2012 | Auckland       | Non Stanford      | Fernando Alarza        | Joanna Brown            |
| 2013 | London         | Charlotte McShane | Ellen Pennock          | Amelie Kretz            |
| 2014 | Edmonton       | Sophia Saller     | Gillian Backhouse      | Erin Jones              |
| 2015 | Chicago        | Audrey Merle      | Léonie Périault        | Melanie Santos          |
| 2016 | Cozumel        | Laura Lindemann   | Léonie Périault        | Sandra Dodet            |
| 2017 | Rotterdam      | Tamara Gorman     | Melanie Santos         | Sophie Coldwell         |
| 2018 | Gold Coast     | Tamara Gorman     | Cassandre Beaugrand    | Angelica Olmo           |
| 2019 | Lausanne       | Taylor Knibb      | Olivia Matthias        | Lisa Tertsch            |
| 2020 | keine          |                   |                        |                         |
| 2021 | Edmonton       | Emma Lombardi     | Alberte Kjaer Pedersen | Annika Koch             |
| 2022 | keine          |                   |                        |                         |
| 2023 | Pontevedra     | Selina Klamt      | Maria Tomé             | Angelica Prestia        |

### Herren Langdistanz
| Jahr | Austragungsort  | Gold               | Silber                | Bronze                    |
| ---- | --------------- | ------------------ | --------------------- | ------------------------- |
| 1994 | Nizza           | Rob Barel          | Lothar Leder          | Yves Cordier              |
| 1995 | Nizza           | Simon Lessing      | Luc van Lierde        | Peter Reid                |
| 1996 | Muncie          | Greg Welch         | Luc van Lierde        | Spencer Smith             |
| 1997 | Nizza           | Luc van Lierde     | Rob Barel             | Jean-Christophe Guinchard |
| 1998 | Sado            | Luc van Lierde     | Rob Barel             | Peter Sandvang            |
| 1999 | Säter           | Peter Sandvang     | Torbjørn Sindballe    | Massimo Guadagni          |
| 2000 | Nizza           | Peter Sandvang     | Cyrille Neveu         | François Chabaud          |
| 2001 | Fredericia      | Peter Sandvang     | Rasmus Henning        | Jonas Colting             |
| 2002 | Nizza           | Cyrille Neveu      | Torbjørn Sindballe    | Rutger Beke               |
| 2003 | Ibiza           | Eneko Llanos       | Rutger Beke           | Xavier Le Floch           |
| 2004 | Säter           | Torbjørn Sindballe | Jonas Colting         | Marino Vanhoenacker       |
| 2005 | Fredericia      | Viktor Zyemtsev    | Marino Vanhoenacker   | Xavier Le Floch           |
| 2006 | Canberra        | Torbjørn Sindballe | Craig Alexander       | Marino Vanhoenacker       |
| 2007 | Lorient         | Julien Loy         | Xavier Le Floch       | Sebastien Berlier         |
| 2008 | Almere          | Julien Loy         | François Chabaud      | Martin Jensen             |
| 2009 | Perth           | Timothy O’Donnell  | Sylvain Sudrie        | Martin Jensen             |
| 2010 | Immenstadt      | Sylvain Sudrie     | Timothy O’Donnell     | François Chabaud          |
| 2011 | Henderson       | Jordan Rapp        | Joe Gambles           | Sylvain Sudrie            |
| 2012 | Vitoria-Gasteiz | Chris McCormack    | Eneko Llanos          | Dirk Bockel               |
| 2013 | Belfort         | Bertrand Billard   | Terenzo Bozzone       | Dirk Bockel               |
| 2014 | Weihai          | Bertrand Billard   | Sylvain Sudrie        | Cyril Viennot             |
| 2015 | Motala          | Cyril Viennot      | Martin Jensen         | Joe Skipper               |
| 2019 | Pontevedra      | Javier Gómez Noya  | Pablo Dapena González | Jaroslav Kovačič          |

### Damen Langdistanz
| Jahr | Austragungsort  | Gold                       | Silber                     | Bronze               |
| ---- | --------------- | -------------------------- | -------------------------- | -------------------- |
| 1994 | Nizza           | Isabelle Mouthon-Michellys | Karen Smyers               | Lydie Rueze          |
| 1995 | Nizza           | Jenny Rose                 | Ute Schäfer                | Ines Estedt          |
| 1996 | Muncie          | Karen Smyers               | Sophie Delemer             | Suzanne Nielsen      |
| 1997 | Nizza           | Ines Estedt                | Isabelle Mouthon-Michellys | Virginia Berasategui |
| 1998 | Sado            | Rina Hill                  | Lena Wahlqvist             | Megumi Shigaki       |
| 1999 | Säter           | Suzanne Nielsen            | Joanne King                | Jasmine Haemmerle    |
| 2000 | Nizza           | Isabelle Mouthon-Michellys | Natascha Badmann           | Daniela Locarno      |
| 2001 | Fredericia      | Lisbeth Kristensen         | Lena Wahlqvist             | Suzanne Nielsen      |
| 2002 | Nizza           | Ines Estedt                | Kathleen Smet              | Virginia Berasategui |
| 2003 | Ibiza           | Virginia Berasategui       | Ana Burgos                 | Sione Jongstra       |
| 2004 | Säter           | Tamara Kozulina            | Lisbeth Kristensen         | Sione Jongstra       |
| 2005 | Fredericia      | Kathleen Smet              | Mirinda Carfrae            | Tiina Boman          |
| 2006 | Canberra        | Bella Comerford            | Edith Niederfriniger       | Johanna Daumas       |
| 2007 | Lorient         | Leanda Cave                | Erika Csomor               | Catriona Morrison    |
| 2008 | Almere          | Chrissie Wellington        | Charlotte Kolters          | Yvonne van Vlerken   |
| 2009 | Perth           | Jodie Swallow              | Rebekah Keat               | Delphine Pelletier   |
| 2010 | Immenstadt      | Caroline Steffen           | Yvonne van Vlerken         | Virginia Berasategui |
| 2011 | Henderson       | Rachel Joyce               | Leanda Cave                | Meredith Kessler     |
| 2012 | Vitoria-Gasteiz | Caroline Steffen           | Camilla Pedersen           | Jodie Swallow        |
| 2013 | Belfort         | Melissa Hauschildt         | Camilla Pedersen           | Rachel McBride       |
| 2014 | Weihai          | Camilla Pedersen           | Kaisa Lehtonen             | Andrea Hewitt        |
| 2015 | Motala          | Mary Beth Ellis            | Camilla Pedersen           | Kaisa Lehtonen       |
| 2019 | Pontevedra      | Alexandra Tondeur          | Judith Corachan            | Anna Noguera         |

## Medaillenspiegel
Stand: 28. September 2020
Dieser Medaillenspiegel stellt nur die Triathlon-Weltmeisterschaften dar über Sprint-, Kurz- und Langdistanz,
sowie die U-23-Wettbewerbe.
| Pos   | Land                   | Goldmedaille | Silbermedaille | Bronzemedaille | Total |
| ----- | ---------------------- | ------------ | -------------- | -------------- | ----- |
| 1     | Australien             | 34           | 36             | 19             | 89    |
| 2     | Vereinigtes Königreich | 34           | 13             | 16             | 63    |
| 3     | Frankreich             | 18           | 13             | 20             | 51    |
| 4     | Vereinigte Staaten     | 16           | 16             | 16             | 48    |
| 5     | Spanien                | 14           | 21             | 11             | 46    |
| 6     | Deutschland            | 9            | 10             | 10             | 29    |
| 7     | Dänemark               | 8            | 10             | 5              | 23    |
| 8     | Schweiz                | 6            | 5              | 7              | 18    |
| 9     | Neuseeland             | 5            | 10             | 14             | 29    |
| 10    | Belgien                | 4            | 6              | 3              | 13    |
| 11    | Schweden               | 4            | 4              | 2              | 10    |
| 12    | Niederlande            | 2            | 5              | 5              | 12    |
| 13    | Ukraine                | 2            | 2              | 1              | 5     |
| 14    | Russland               | 2            | -              | 3              | 5     |
| 15    | Bermuda                | 2            | 1              | -              | 3     |
| 16    | Kanada                 | 1            | 6              | 9              | 16    |
| 17    | Italien                | 1            | 1              | 4              | 6     |
| 18    | Portugal               | 1            | 2              | 2              | 5     |
| 19    | Kasachstan             | 1            | -              | 1              | 2     |
| 19    | Chile                  | 1            | -              | 1              | 2     |
| 21    | Polen                  | 1            | -              | -              | 1     |
| 22    | Ungarn                 | -            | 2              | 3              | 5     |
| 23    | Tschechien             | -            | 2              | -              | 2     |
| 24    | Finnland               | -            | 1              | 2              | 3     |
| 25    | Brasilien              | -            | 1              | 1              | 2     |
| 26    | Luxemburg              | -            | -              | 2              | 2     |
| 26    | Japan                  | -            | -              | 2              | 2     |
| 28    | Österreich             | -            | -              | 1              | 1     |
| 28    | Philippinen            | -            | -              | 1              | 1     |
| 28    | Südafrika              | -            | -              | 1              | 1     |
| 28    | Norwegen               | -            | -              | 1              | 1     |
| 28    | Slowenien              | -            | -              | 1              | 1     |
| Total | Total                  | 166          | 165            | 165            | 496   |

## Erfolgreichste Sportler und Sportlerinnen
| Platz | Name                                     | Von  | Bis  | Goldmedaille | Silbermedaille | Bronzemedaille | Gesamt |
| 1     | Vereinigtes Königreich Jonathan Brownlee | 2010 | 2014 | 8            | 2              | 1              | 11     |
| 2     | Spanien Francisco Javier Gómez Noya      | 2003 | 2015 | 6            | 5              | 2              | 13     |
| 3     | Vereinigtes Königreich Alistair Brownlee | 2008 | 2014 | 5            | -              | 1              | 6      |
| 4     | Vereinigtes Königreich Simon Lessing     | 1992 | 1999 | 4            | 2              | 1              | 7      |
| 5     | Schweden Lisa Nordén                     | 2007 | 2012 | 4            | 1              | 1              | 6      |
| 6     | Vereinigte Staaten Karen Smyers          | 1990 | 1996 | 3            | 2              | -              | 5      |
| 6     | Australien Emma Snowsill                 | 2003 | 2009 | 3            | 2              | -              | 5      |
| 6     | Australien Peter Robertson               | 2000 | 2005 | 3            | 2              | -              | 5      |
| 9     | Dänemark Peter Sandvang                  | 1998 | 2001 | 3            | -              | 1              | 4      |
| 9     | Vereinigtes Königreich Non Stanford      | 2012 | 2015 | 3            | -              | 1              | 4      |
| 9     | Schweiz Daniela Ryf                      | 2008 | 2010 | 3            | -              | 1              | 4      |
| 12    | Belgien Luc van Lierde                   | 1995 | 1998 | 2            | 3              | -              | 5      |
| 12    | Australien Emma Moffatt                  | 2006 | 2010 | 2            | 3              | -              | 5      |
| 14    | Australien Michellie Jones               | 1991 | 2003 | 2            | 2              | 4              | 8      |
| 15    | Dänemark Torbjørn Sindballe              | 1999 | 2006 | 2            | 2              | -              | 4      |
| 16    | Australien Brad Kahlefeldt               | 2002 | 2010 | 2            | 1              | 3              | 6      |
| 17    | Australien Emma Carney                   | 1994 | 1999 | 2            | 1              | 1              | 4      |
| 17    | Schweiz Ruedi Wild                       | 2004 | 2011 | 2            | 1              | 1              | 4      |
| 19    | Frankreich Isabelle Mouthon-Michellys    | 1994 | 2000 | 2            | 1              | -              | 3      |
| 19    | Vereinigtes Königreich Leanda Cave       | 2002 | 2011 | 2            | 1              | –              | 3      |
| 19    | Frankreich Dorian Coninx                 | 2014 | 2015 | 2            | 1              | –              | 3      |
| 19    | Frankreich Audrey Merle                  | 2014 | 2015 | 2            | 1              | –              | 3      |
| 23    | Vereinigtes Königreich Spencer Smith     | 1993 | 1996 | 2            | -              | 1              | 3      |
| 23    | Deutschland Ines Estedt                  | 1995 | 2002 | 2            | -              | 1              | 3      |
| 23    | Vereinigte Staaten Gwen Jorgensen        | 2013 | 2015 | 2            | -              | 1              | 3      |
| 23    | Vereinigtes Königreich Vicky Holland     | 2012 | 2015 | 2            | -              | 1              | 3      |
| 23    | Deutschland Franz Löschke                | 2009 | 2013 | 2            | -              | 1              | 3      |
| 28    | Australien Greg Welch                    | 1990 | 1996 | 2            | -              | -              | 2      |
| 28    | Australien Chris McCormack               | 1997 | 2012 | 2            | -              | -              | 2      |
| 28    | Schweiz Caroline Steffen                 | 2010 | 2012 | 2            | -              | –              | 2      |
| 28    | Frankreich Bertrand Billard              | 2013 | 2014 | 2            | -              | -              | 2      |
| 28    | Vereinigtes Königreich Helen Jenkins     | 2011 | 2011 | 2            | -              | –              | 2      |
| 28    | Australien Nikki Butterfield             | 2003 | 2003 | 2            | -              | -              | 2      |
| 34    | Neuseeland Andrea Hewitt                 | 2005 | 2015 | 1            | 3              | 5              | 9      |
| 35    | Australien Jackie Gallagher              | 1995 | 1999 | 1            | 3              | -              | 4      |
| 35    | Dänemark Camilla Pedersen                | 2012 | 2015 | 1            | 3              | -              | 4      |
| 35    | Spanien Iván Raña                        | 2002 | 2004 | 1            | 3              | -              | 4      |
| 35    | Australien Mirinda Carfrae               | 2002 | 2005 | 1            | 3              | -              | 4      |
| 39    | Schweiz Nicola Spirig                    | 2002 | 2011 | 1            | 2              | 2              | 5      |
| 39    | Frankreich Vincent Luis                  | 2012 | 2015 | 1            | 2              | 2              | 5      |
| 43    | Deutschland Jan Frodeno                  | 2004 | 2013 | 1            | 2              | -              | 3      |
| 48    | Deutschland Anne Haug                    | 2012 | 2013 | 1            | 1              | 1              | 3      |
| 50    | Deutschland Daniel Unger                 | 2006 | 2007 | 1            | 1              | -              | 2      |
| 50    | Deutschland Gregor Buchholz              | 2007 | 2008 | 1            | 1              | -              | 2      |